# Proprioseiopsis jugortus
Proprioseiopsis jugortus är en spindeldjursart som först beskrevs av Athias-Henriot 1966.  Proprioseiopsis jugortus ingår i släktet Proprioseiopsis och familjen Phytoseiidae. Inga underarter finns listade i Catalogue of Life.